# Fuldatal bei Eichenzell
Das Naturschutzgebiet Fuldatal bei Eichenzell liegt auf dem Gebiet der Gemeinde Eichenzell im osthessischen Landkreis Fulda.
Das Gebiet erstreckt sich südöstlich des Kernortes von Eichenzell und nordwestlich von Welkers, einem Ortsteil der Gemeinde Eichenzell, entlang der Fulda. Am westlichen Rand des Gebietes verläuft die A 66, am nördlichen Rand die Landesstraße L 3307 und am östlichen Rand die A 7. Westlich verläuft die B 279, nordöstlich liegt das Autobahndreieck Fulda.

## Bedeutung
Das 30,4 ha große Gebiet steht seit dem Jahr 1984 unter der Kennung 1631012 unter Naturschutz.